# Шваферден
Шваферден (нім. Schwaförden) — громада в Німеччині, розташована в землі Нижня Саксонія. Входить до складу району Діпгольц. Центр об'єднання громад Шваферден.
Площа — 25,96 км2. Населення становить 1488 ос. (станом на 31 грудня 2021).